# Jan Tausinger
Jan Tausinger (1. listopadu 1921 Piatra Neamt, Rumunsko – 29. července 1980 Praha) byl český dirigent, hudební skladatel a hudební pedagog.

## Život
Jan Tausinger byl synem českého emigranta, který v době první světové války zůstal v Rumunsku. Maturoval na gymnáziu v Rumunsku. Nejdříve studoval průmyslovou chemii na univerzitě v Bukurešti. V roce 1945 byl přijat na bukurešťskou konzervatoř, kde studoval dirigování a skladbu u Dimitrie Cuclina, Mihaila Jory a Alfreda Mendelssohna. Konzervatoř absolvoval v roce 1947.
V letech 1948–1952 pokračoval ve studiu v Praze na Hudební a taneční fakultě Akademie múzických umění. Studoval dirigování u Metoda Doležila, Karla Ančerla a Roberta Brocka a kompozici u Aloise Háby a Pavla Bořkovce.
Založil a řídil Vysokoškolský umělecký soubor v Praze a Dělnický umělecký soubor Vítkovických železáren v Ostravě. Dirigoval rozhlasové orchestry v Bukurešti, v Plzni a v Ostravě. V roce 1954 se stal ředitelem Vyšší hudebně-pedagogické školy v Ostravě. V letech 1971–1976 byl ředitelem Státní konzervatoře v Praze a poté ředitelem hudebního vysílání Českého rozhlasu.
Jeho skladatelská činnost vycházela z lidových písní, které také sbíral v oblasti Beskyd a na Lašsku. Komponoval dětské a mládežnické budovatelské písně a politicky motivované kantáty (Kantáta o Klementu Gottwaldovi, Píseň o vrchním veliteli), psané v tradičním tonálním systému. V roce 1964 absolvoval letní kursy moderní hudby v Darmstadtu a poté začal používat i soudobé kompoziční techniky. Kantáta Ave Maria se sopránovým sólem, získala 1. místo v Mezinárodní skladatelské tribuně UNESCO v Paříži.

## Dílo

### Orchestrální skladby
- I. symfonie „Osvobození“ (1952)
- Confrontazione (1964)
- Správná věc. Vokálně symfonický obraz pro tenor sólo, smíšený sbor a orchestr z podnětu stejnojmenného eposu Vladimíra Majakovského (1966–1967)
- Preludium, sarabanda a postludium pro dechové nástroje, harfu, klavír a bicí nástroje (1967)
- Musica evolutiva pro symfonický a komorní orchestr (1972)
- Ave Maria pro soprán, recitaci a orchestr (1972)
- Sinfonia bohemica pro sóla, mužský sbor a velký symfonický orchestr na texty J. A. Komenského, Julia Fučíka a Jaroslava Heyrovského (1975)
- Sinfonia slovaca pro symfonický orchestr (1979)
- Koncert pro housle a orchestr (1962–1963)
- Concertino meditazione pro violu a komorní orchestr (1965)
- Improvizace pro klavír a orchestr „Hommage ä J. S. Bach“ (1970)

### Komorní hudba
- Sonáta pro klavír (1948–1950)
- Sonáta pro housle a klavír (1954)
- Partita pro violu a klavír 1954)
- I. smyčcové trio (1960)
- I. smyčcový kvartet (1961)
- II. smyčcové trio (1964–1965)
- Le Awenture di un flauto e un'arpa (1965)
- II. smyčcový kvartet (1966)
- Sonatina emancipata pro trubku a klavír (1968)
- Kvintet pro 2 trubky, lesní roh a 2 trombóny (1968)
- Dva apostrofy pro dechové kvinteto (1968)
- Canto di speranza pro housle, violu, violoncello a klavír (1969)
- III. smyčcový kvartet (1970)
- Hommage a Ladislav Černý pro violu a klavír (1971)
- Deset dodekafonických etud pro klavír (1972)
- IV. smyčcový kvartet „Struktury“ (1972)
- Colloquium pro 4 dechové nástroje (flétna, hoboj, klarinet, fagot; 1974)
- On revient toujours.... Suita pro housle a klavír (1974)
- Hukvaldský nonet (1974)
- Comme il faut. Sonatina pro hoboj a klavír (1974)
- Au derniére amour… Suita-sonáta pro violoncello a klavír (1974–1975)
- Nerovnoramennost. Trio pro flétnu, violoncello a klavír (1975)
- Sonáta pro klarinet a klavír (1975)
- Čtyři evokace pro flétnu, violu, violoncello a klavír (1976)
- II. nonet „Črty“ (1976)
- III. nonet „Reminiscence“ (1976)
- Sextet pro flétnu, hoboj, klarinet, lesní roh a klavír (1976)
- 7 mikrochromofoni pro klarinet, violu a klavír (1977)
- Dvě úvahy pro Due Boemi pro basklarinet a klavír (1977)
- Čtyři kusy pro fagot a klavír (1977)
- Interference pro housle, lesní roh a klavír (1977)
- Korelace pro akordeon sólo (1978)
- Čtyři odstíny (Quatro nuances) pro flétnu, harfu, housle, violu a violoncello (1978)

### Písně
- Láska. Cyklus písní pro soprán a klavír na japonská čtyřverší (1964)
- Čmáranice po nebi. Písňový cyklus pro soprán a komorní soubor na verše Velemira Chlebnikova (1967)
- Duetti compatibili (Nulový bod) pro soprán a violu na text Erika Lindgreena (1971)
- Konstelace. Cyklus písní pro soprán a klavír na texty experimentální poezie (1975)
- Pražská domovní znamení. Cyklus písní pro soprán a klavír na slova Vítězslava Nezvala (1977)
- Výchozí bod pro soprán a dvoje housle na báseň Erika Lindgreena (1979–1980)

### Sbory
- Já budu vždycky věřit v máj. Ženský sbor na báseň Jana Nohy (1959)
- Ošálené srdce, Tabák, Zlo. Tři smíšené sbory a cappella na verše Arthura Rimbauda (1963
- Žně. Tři mužské sbory na verše Jiřího Wolkera (1963)
- Houby. Cyklus dětských sborů s doprovodem klavíru nebo instrumentálního souboru na básně Josefa Hanzlíka (1971)
- Vyhlášení dobré mysli. Smíšený sbor na verše Davida Davidoviče Burljuka (1972)
- Labutí peříčko. Dětský sbor s doprovodem instrumentálního souboru (1973)
- Chlapec a hvězdy. Čtyři písně pro dětský sbor s doprovodem komorního souboru (1975)
- Oči milenek, pro dívčí (ženský) sbor na verše Vítězslava Nezvala (1977)
- Vrh kostek, pro smíšený sbor a cappella na verše Stéphana Mallarmé (1979)